# Siringomielie

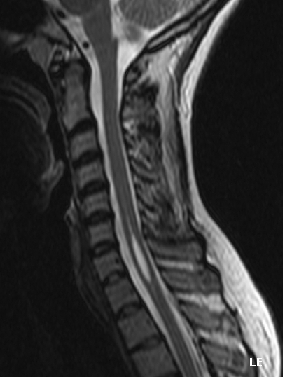
Siringomielie

Siringomielia (syrinx/greacă/ = canal, tub, fistulă, mielos = măduvă) este un termen generic care se referă la o afecțiune în care în măduva spinării apare un chist sau o altă formă de cavitate. 
Acest chist, numit Sirinx, se poate extinde și alungi de-a lungul timpului, distrugând măduva spinării. Leziunile provocate de chist în substanța cenușie din țesuturile învecinate pot provoca durere, paralizie, slăbiciune,, rigiditatea spatelui, ale umerilor și de asemenea, pierdere a capacității de a simți prin piele temperaturi estrem de ridicate sau coborâte, mai ales la mâini. Afecțiunea cauzează în general pierderea capacității de a simți durere și temperatura de-a lungul spatelui și în brațe. Fiecare pacient prezintă o combinație diferită de simptome. Aceste simptome de obicei variază în funcție de amploarea și de multe ori mult mai pregnant de locația sirinxului în măduva spinării.
Siringomielia are o incidență estimată la 8,4 cazuri la 100.000 de persoane, simpromele apărând de obicei după adolescență, la vârste între 20 și 40 de ani.
Semnele afecțiunii se dezvoltă,de obicei, încet, deși poate debuta brusc cu tuse, redoare, sau mielopatie.
Peste 50% din cazurile de siringomielie sunt asociate cu malformația Arnold-Chiari de tipul I. 

## Traducere
Acest articol a fost tradus parțial sau în totalitate din articolul Wikipedia cu titlul Syringomyelia în limba engleză. Autorii articolului original sunt enumerați pe pagina articolul precizat. 